# Реґінув
Реґінув (пол. Reginów) — село в Польщі, у гміні Рокіцини Томашовського повіту Лодзинського воєводства.
У 1975-1998 роках село належало до Пйотрковського воєводства.